# Cabra
Cabra ist eine Kleinstadt in der spanischen Provinz Córdoba im südlichen Andalusien. Sie liegt am westlichen Rande des von der UNESCO anerkannten Geoparks Sierras Subbéticas, dem Parque Natural de las Sierras Subbéticas. In der Stadt entspringt der Rio Cabra, ein rund 60 km langer Nebenfluss des Rio Genil.

## Klima

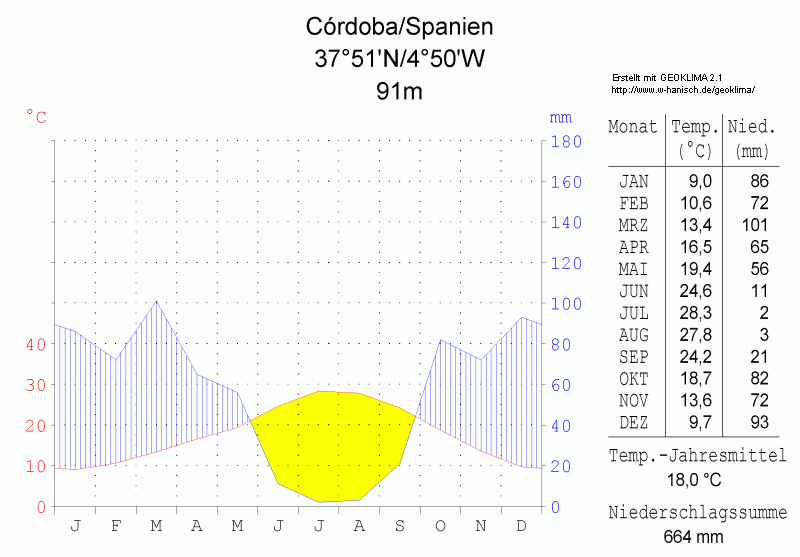
Klimadiagramm von Córdoba

Das vorherrschende Mittelmeerklima wird durch milde Winter und lange heiße Sommer gekennzeichnet. Allerdings kann es von Dezember bis Februar auch Frost geben. Die Durchschnittstemperaturen liegen im Winter bei 9° und im Sommer bei 29,5°. Regen fällt überwiegend in der kälteren Jahreszeit von Oktober bis April. In Cabra fällt etwa 700 mm Niederschlag jährlich, während es im benachbarten Bergland von Cabra durchschnittlich 1.000 mm regnet. In den Höhenlagen gibt es im Winter manchmal etwas Schnee.

## Geschichte
Aus archäologische Funden in den zahlreichen Höhlen der umliegenden Karstgebirge geht hervor, dass die Region um Cabra schon im Mittelpaläolithikum besiedelt war. Cerro de la Merced etwa 4 Kilometer östlich von Cabra eine viereckige befestigte Anlage, die seit dem 5. Jahrhundert v. Chr. bewohnt ist und als eine der wichtigsten iberischen Anlagen in Subbética gilt.

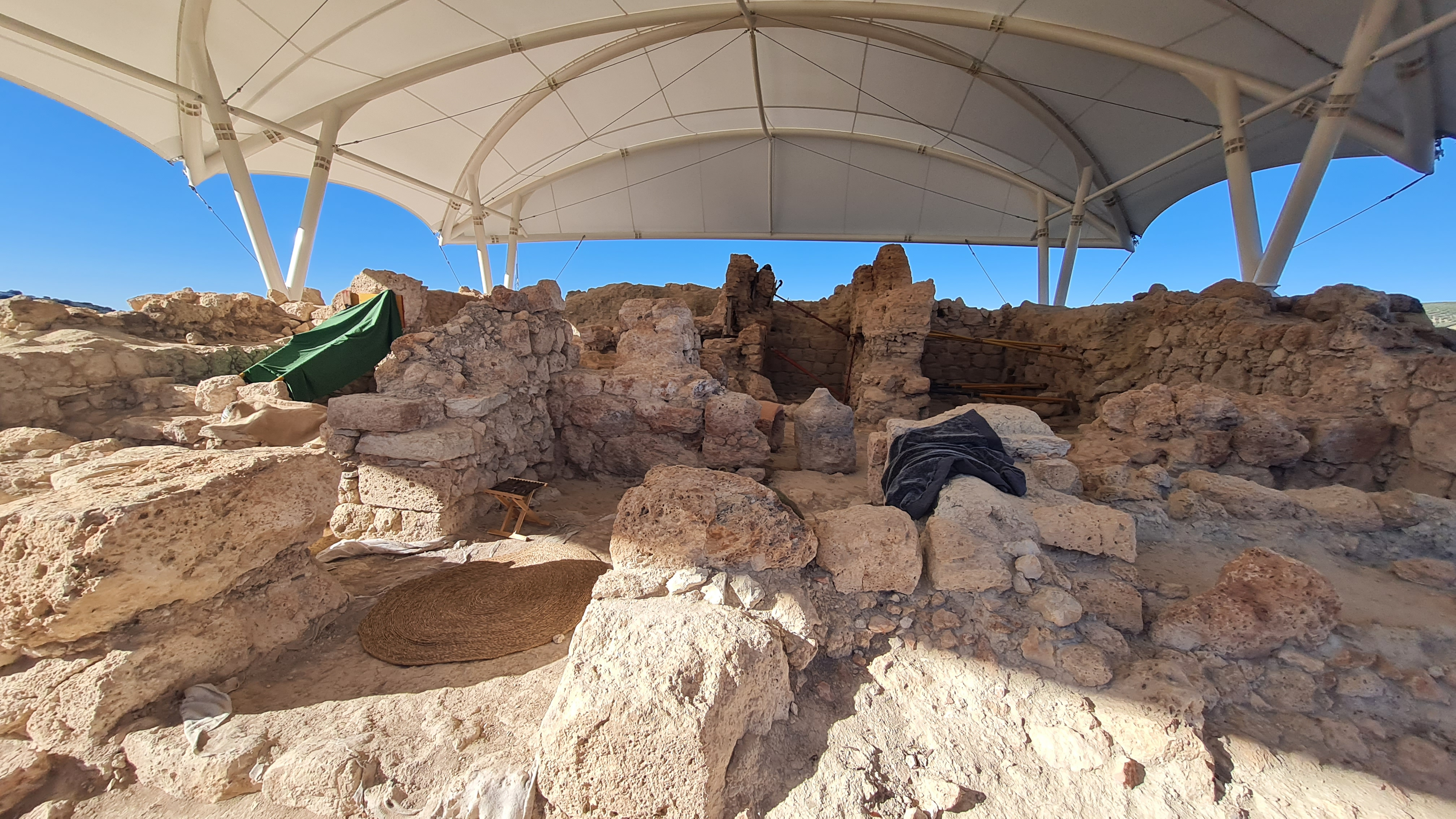
Cerro de la Merced

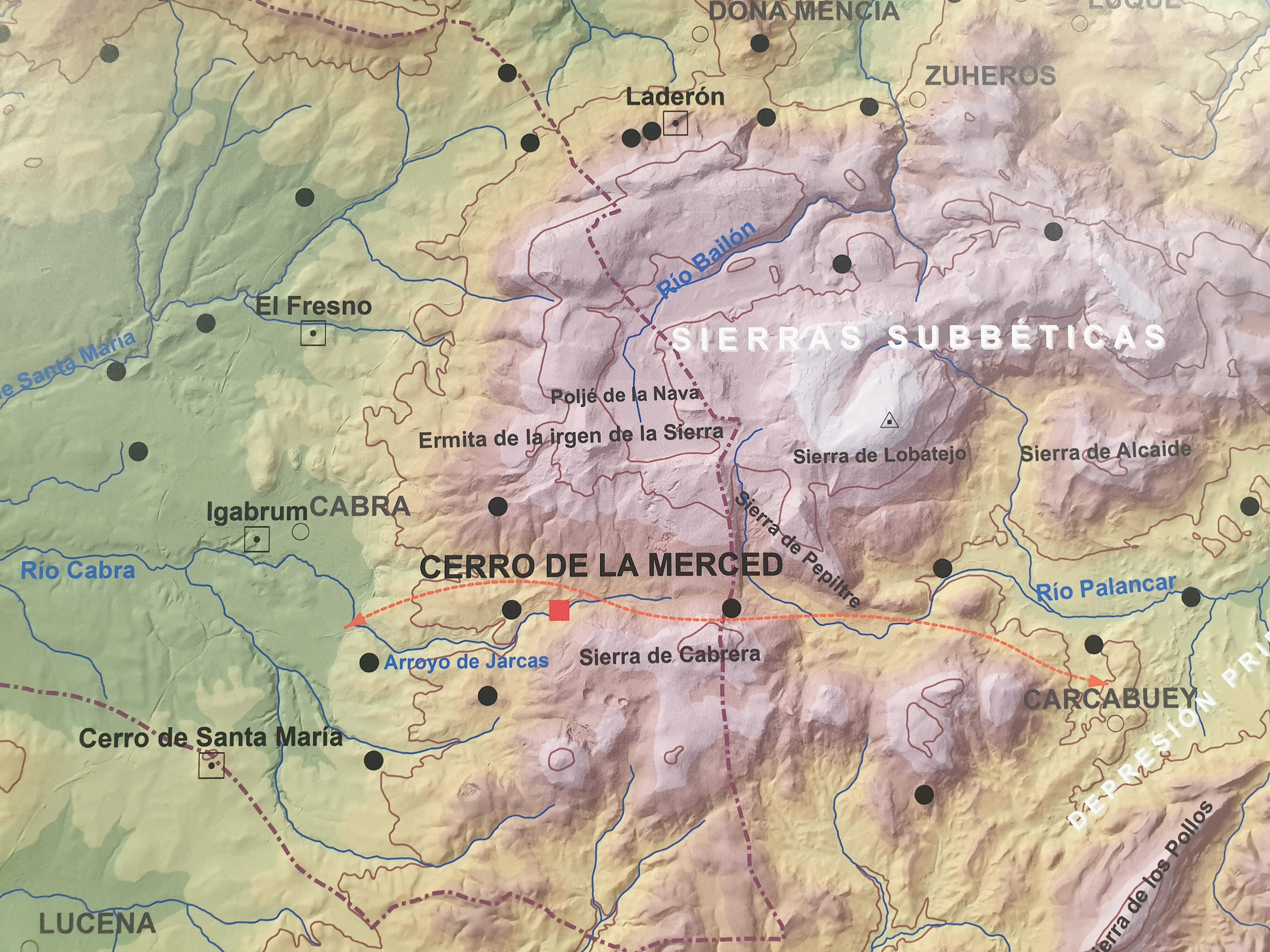
Lage von Cerro de la Merced

Im Archäologischen Museum der Stadt sind Beispiele dieser Fundstücke zu sehen, wie Schaber, Meißel und andere steinzeitliche Werkzeuge. Die Römer nannten Cabra Igabrum oder Licabrum, das sich zu einer wohlhabenden, befestigten Stadt von Bedeutung entwickelte. Viele Bewohner erhielten das römische Bürgerrecht. Unter der Herrschaft der Westgoten im 3. Jahrhundert n. Chr. wurde die Stadt mit der Errichtung der Kirche San Juan Bautista zum Bischofssitz erhoben. Cabra war zu dieser Zeit der größte und wichtigste Ort in der südlichen Provinz Córdoba. Nach der Eroberung Spaniens durch die Mauren im 8. Jahrhundert hieß die Stadt Qabr und wurde Hauptstadt einer muslimischen Provinz. Im 11. Jahrhundert fand in der Nähe die legendäre Schlacht von Cabra zwischen Sevilla unter El Cid und Granada unter dem Grafen García Ordóñez statt, die Sevilla für sich entscheiden konnte. Im Verlauf der Reconquista wechselte Cabra mehrmals den Besitzer, bis Anfang 1492 die Mauren endgültig aus Spanien vertrieben wurden. 1344 stiftete König Alfons XI. von Kastilien die Herrschaft von Cabra an Doña Leonor de Guzman, der Mutter von König Heinrich II. von Kastilien. Danach gehörte Cabra verschiedenen Herren sowie der Krone. 1455 bekam Don Diego Fernandez de Córdoba von König Heinrich IV. den Titel Graf von Cabra verliehen.

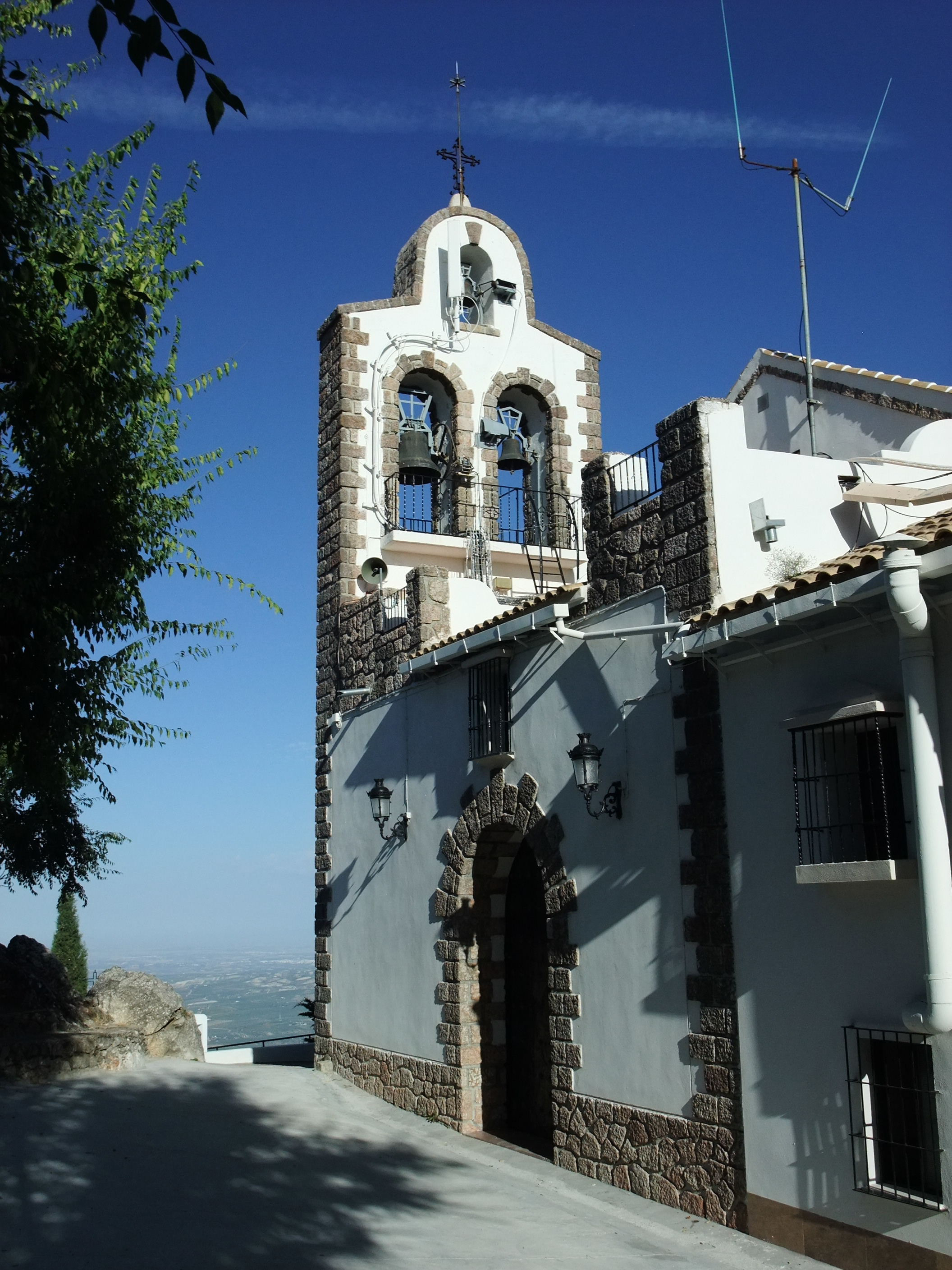
Wallfahrtskirche Ermita de la Virgen de la Sierra

Im 17. Jahrhundert spendete Don Luis de Aguilar sein Vermögen für die Stiftung des Colegio de la Purísima Concepción (Schule der Unbefleckten Empfängnis). Der Ruf dieser Schule ging weit über die Provinzgrenzen hinaus, so dass Studenten aus ganz Spanien nach Cabra kamen. Heute heißt die Schule IES Aguilar y Eslava.
Während des Spanischen Bürgerkriegs (1936–1939) war Cabra Hauptquartier von Francos 34. Division mit einem Konzentrationslager für 60.000 republikanische Gefangene. Am 7. November 1938 wurde Cabra von Flugzeugen der Republikaner bombardiert. Nach offiziellen Angaben gab es 109 Tote und mehr als 200 Verletzte.

## Sehenswürdigkeiten
Cabra ist von Olivenhainen und Weinbergen umgeben und wird von einer maurischen Burg überragt, deren Ursprünge bis zur Römerzeit zurückreichen. Im späten Mittelalter wurde der Ort Sitz der Grafen von Cabra und beherbergt heute die katholische Schule IES Aguilar y Eslava. Auf dem Standort einer ehemaligen Moschee wurde die Barockkirche Iglesia de la Asunción erbaut. In der Altstadt steht eine der ältesten Kirchen Spaniens, die aus der Frühzeit des Christentums in Spanien stammende Iglesia San Juan Bautista. Cabra verfügt über eine Stierkampfarena. Etwa 13 km nordöstlich der Stadt liegt in 1.217 m Höhe die Wallfahrtskirche Ermita de la Virgen de la Sierra.

## Wirtschaft
Der wichtigste Wirtschaftsfaktor ist der Anbau von Oliven und Wein in Monokulturen, die etwa 85 % von der landwirtschaftlichen Anbaufläche einnehmen. 45 % der Bevölkerung sind mit der Produktion von Olivenöl und Wein beschäftigt, 30 % arbeiten in der Industrie und der Rest im Dienstleistungsbereich. Allerdings gibt eine hohe Arbeitslosenquote, die außerhalb der Erntezeit gelegentlich 31,5 % erreichen kann. Cabra ist der natürliche Zugang zum Geopark Sierras Subbéticas, so dass der Tourismus von zunehmender Bedeutung für den Dienstleistungsbereich wird.

## Städtepartnerschaften
Cabra ist durch Städtepartnerschaften verbunden mit
- Ciudad Darío (Matagalpa, Nicaragua)
- Galiano Island (British Columbia, Kanada)
- Santa Coloma de Gramenet (Barcelona)
- Linares (Jaén)
- Urubamba (Peru)

## In Cabra geboren
- Juan Valera (1824–1905), Schriftsteller, Politiker und Diplomat
- José Solis Ruiz (1915–1990), Politiker
- José Gómez del Moral (1931–2021), Radrennfahrer
- Antonio Gómez del Moral (1939–2021), Radrennfahrer